# Avijõgi (rivière)
La rivière Avijõgi (en estonien : Avijõgi) est une rivière qui coule à Mustvee dans le comté de Jõgeva et à Vinni dans le comté de Viru-Ouest en Estonie.

## Présentation
La rivière Avijõgi prend source dans le village de Muuga, traverse les bourgs d'Avinorme et de Lohusuu et se jette dans le lac Peipous.
La source de la rivière est située à Vinni, à un demi-kilomètre à l'est du bâtiment principal du manoir de Muuga. 
La zone cultivée est située sur le versant oriental des collines de Pandivere, et dans son cours inférieur  la rivière traverse les plaines d'Alutagusen. 
Le cours de la rivière est parallèle à la route nationale 21 en direction sud-est, passant par Rakvere et Avinorme, qui longe les villages situés sur ses rives.
La longueur de l'Avijõgi est de 52 kilomètres et la superficie de son bassin versant est de 391 km².

## Histoire
Avant la Seconde Guerre mondiale, des moulins à eau fonctionnaient sur la rivière à Venevere, Avinurme, Maetsma et Vadi. Autrefois, il y avait aussi des moulins à eau à Paasvere et Kaasiksaari.
L'Avijõgi a été immortalisée par le décembriste Wilhelm Küchelbecker, qui a grandi dans le manoir d'Avinorme, dans un poème qu'il a dédié à son frère.

## Galerie

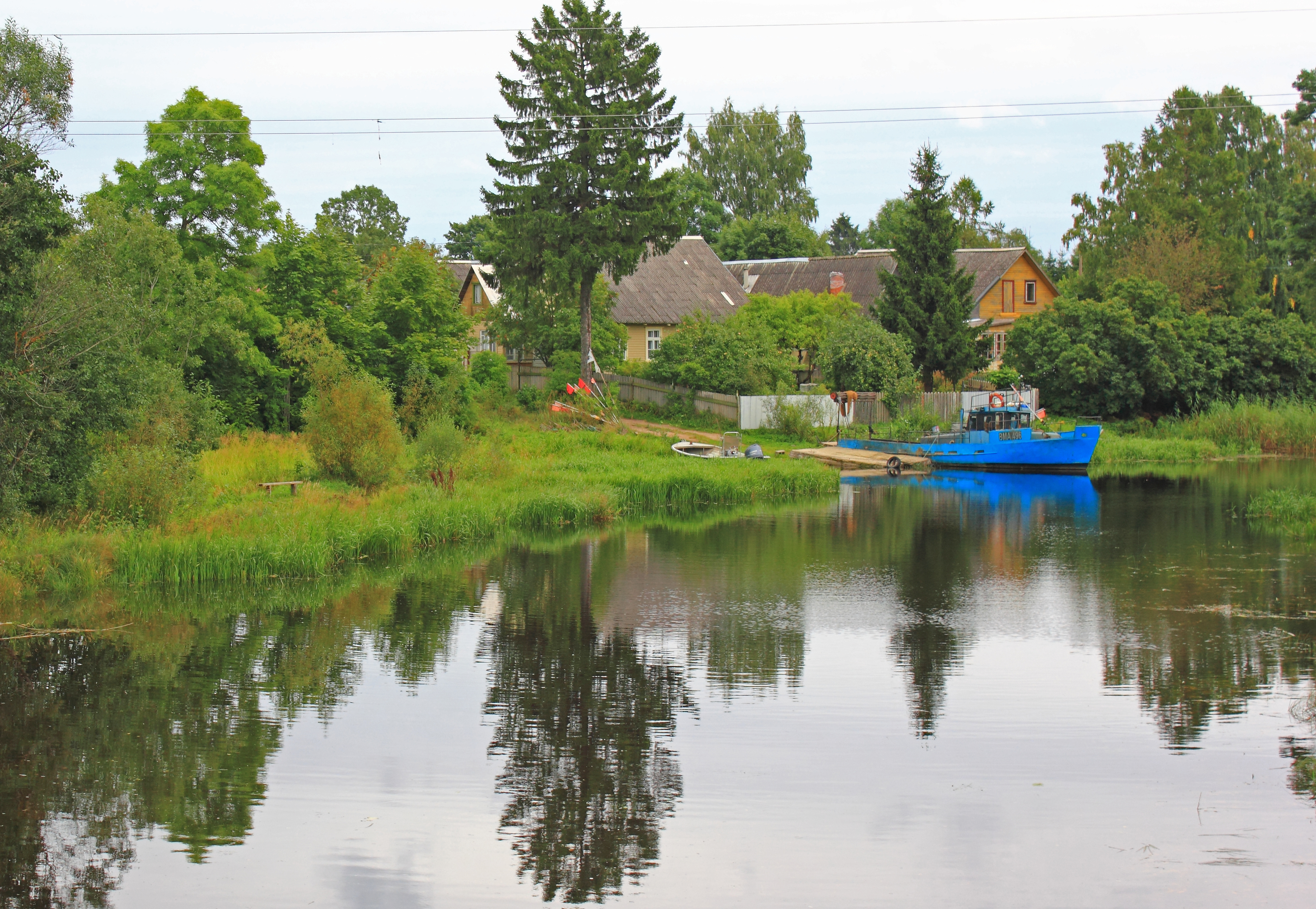
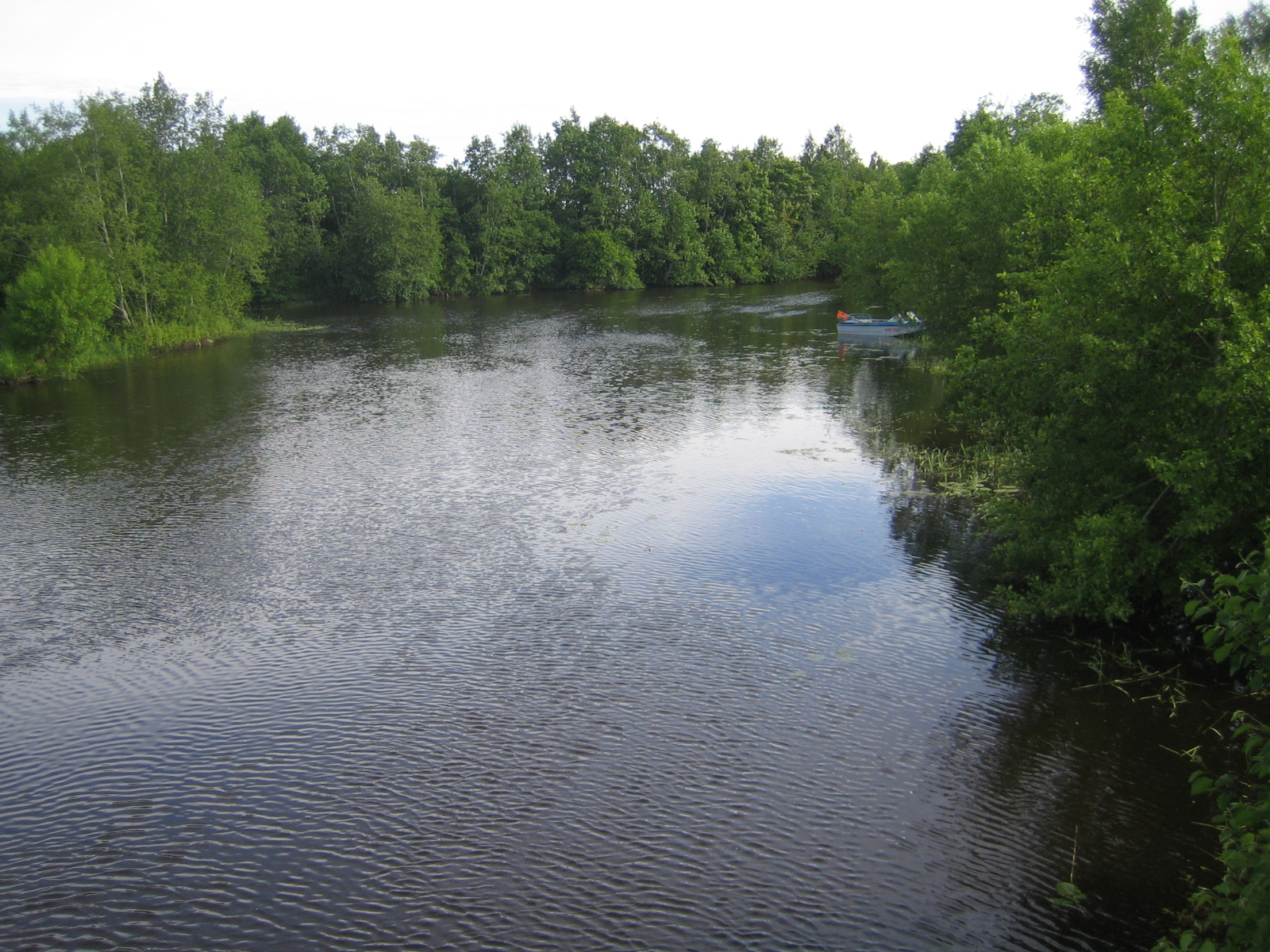
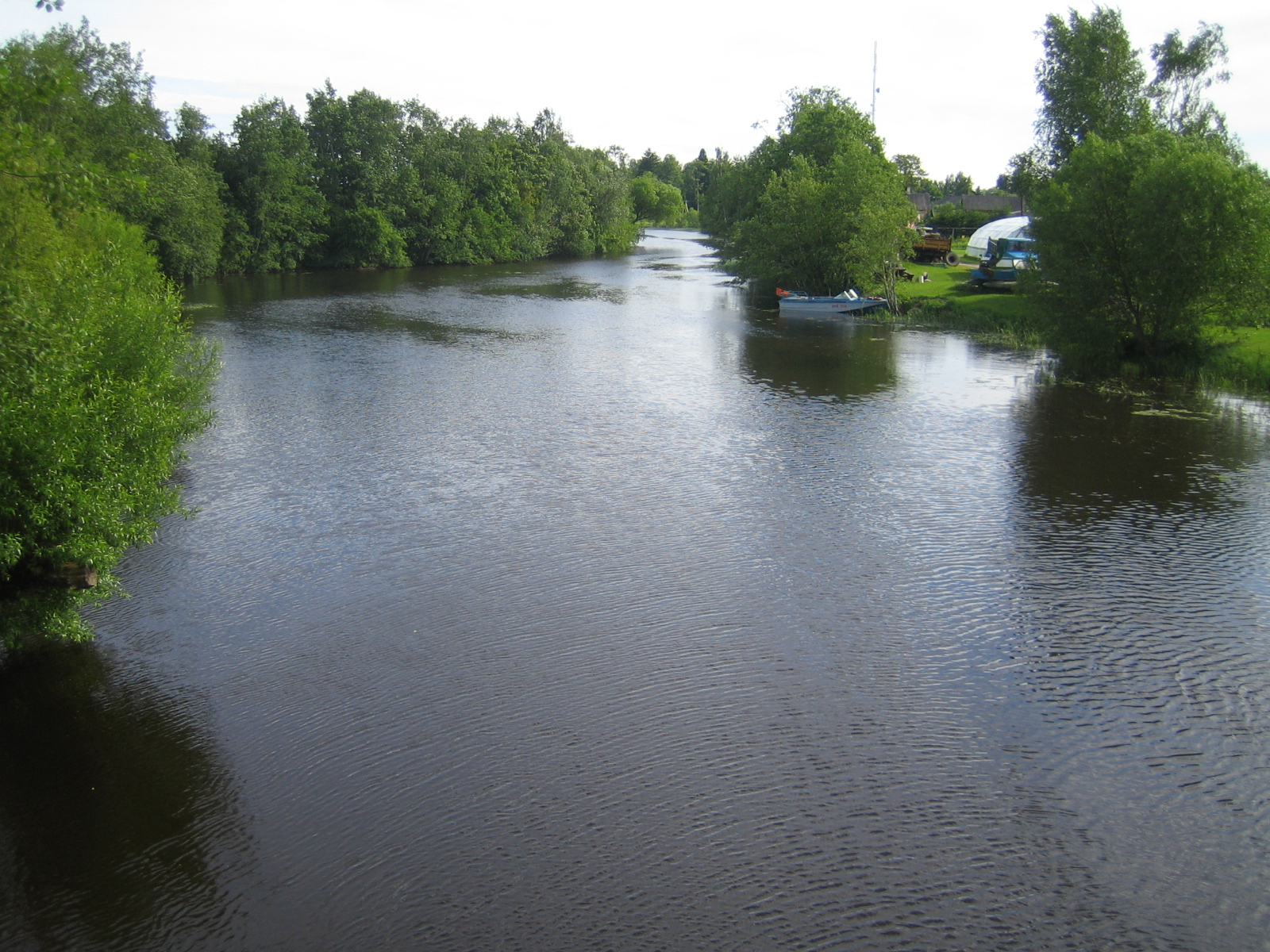
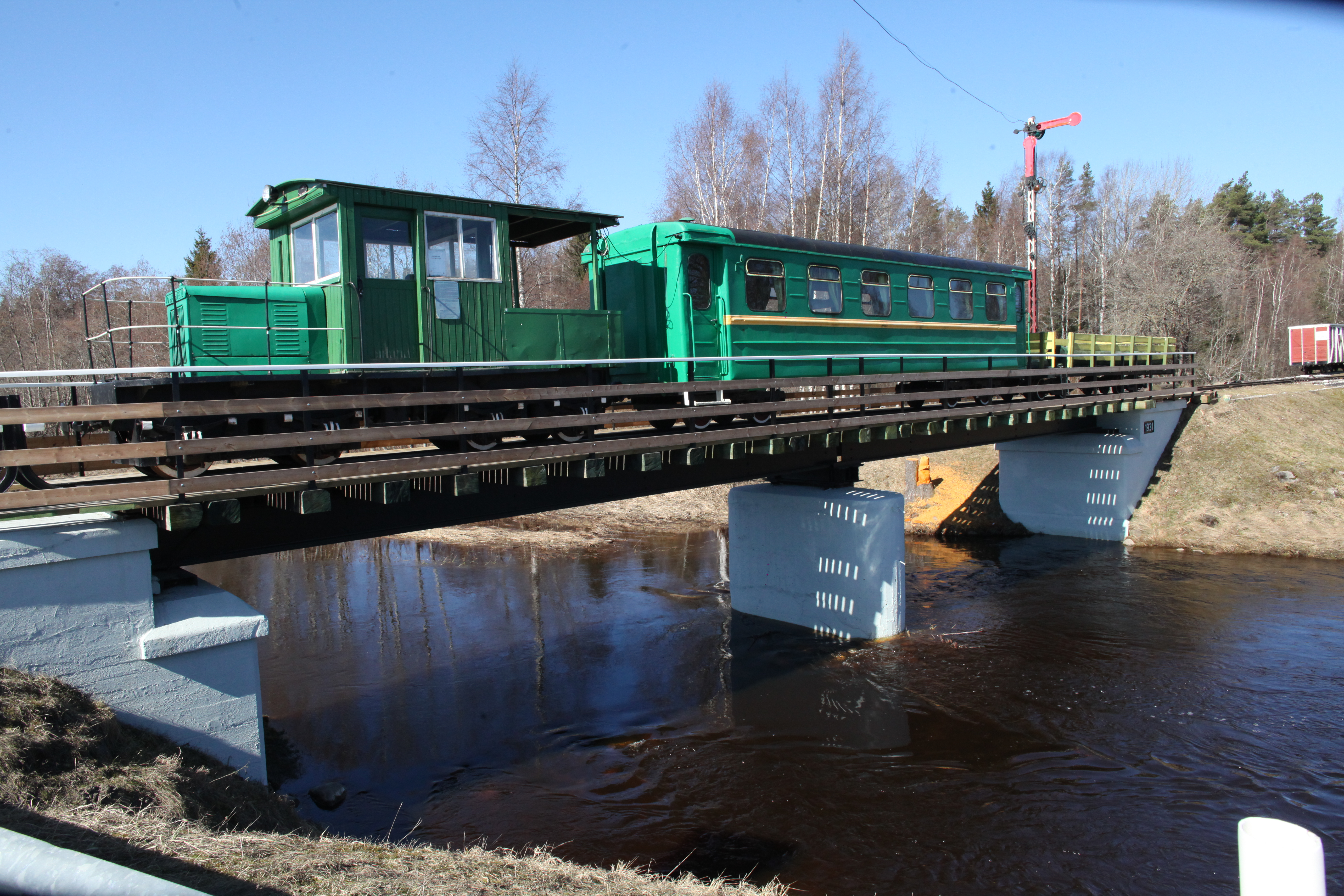

### Articles  connexes
- Liste des cours d'eau de l'Estonie